# Congy
Congy är en kommun i departementet Marne i regionen Grand Est (tidigare regionen Champagne-Ardenne) i nordöstra Frankrike. Kommunen ligger i kantonen Montmort-Lucy som tillhör arrondissementet Épernay. År 2022 hade Congy 256 invånare.

## Befolkningsutveckling
Antalet invånare i kommunen Congy
| Referens: INSEE |